# Walter Krupinski

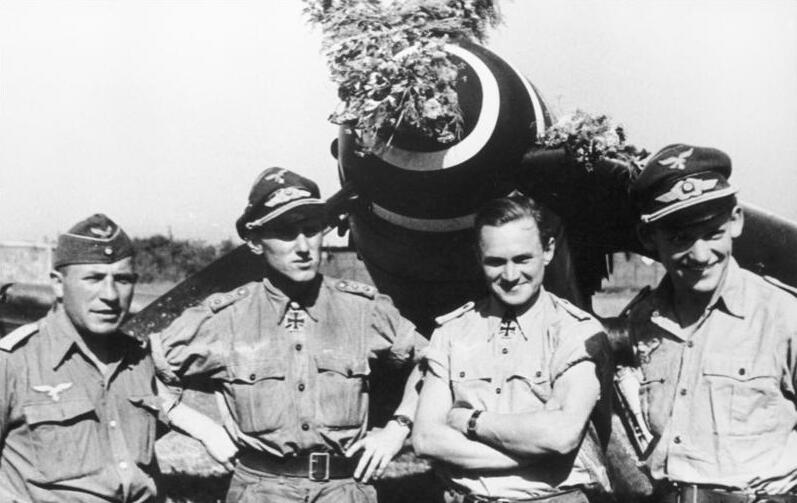
Walter Krupinski (zweiter von rechts) neben Günther Rall in der Ukraine, 1943

Walter Gustav Krupinski (* 11. November 1920 in Domnau; † 7. Oktober 2000 in Neunkirchen-Seelscheid) war ein Offizier und Jagdflieger der deutschen Luftwaffe des Zweiten Weltkrieges. Nach einer Zwischenzeit bei der Organisation Gehlen, dem Vorgänger des Bundesnachrichtendienstes, trat er 1955 in die neugegründete Luftwaffe der Bundeswehr ein, aus der er als Generalleutnant ausschied. Von 1974 bis 1976 war er Kommandierender General des Luftflottenkommandos.

## Kindheit
Krupinski, Sohn eines Obergerichtsvollziehers, verbrachte seine Kindheit in Braunsberg in Ostpreußen. Sein Vater, Friedrich Krupinski, war nach dem Ausscheiden aus der Reichswehr 1924 in den Staatsdienst gegangen, zuerst bei der ostpreußischen Landesversicherungsanstalt, später als Gerichtsvollzieher. Die Arbeit führte ihn 1929 nach Königsberg, bevor die Familie 1933 nach Braunsberg umzog. Krupinskis Mutter, Auguste Krupinski, geb. Helmke, zog ihn und seine beiden Brüder Paul und Günther groß. Anders als später in der NS-Propaganda behauptet, hatte Krupinski in seiner Jugend keinerlei Kontakt zum Segelflug, obwohl dies die Nähe zum damaligen Leistungssegelflugzentrum in Rossitten nahegelegt hätte. Er wandte sich stattdessen dem Segelsport zu und trat 1936 in die Marine-HJ-Gruppe in Braunsberg ein. In dieser Zeit erwarb er sich auch das Kleine Patent. Mehr schlecht als recht schloss Krupinski am 21. März 1939 die Schule ab und wurde am 1. April 1939 zum Reichsarbeitsdienst (RAD) eingezogen, den er in Freystadt in der Nähe von Deutsch-Eylau abzuleisten hatte.

## Wehrmacht
Nach Abschluss des RAD Anfang September 1939 wurde Krupinski am 1. Oktober 1939 zur Luftwaffe eingezogen. Seine erste Bewerbung im Jahre 1937 ging noch an die Marine, die ihn aber aufgrund mangelnder Leistungen in der Eignungsfeststellung nicht nahm und ihm stattdessen empfahl, sich bei der Luftwaffe zu bewerben. Die damit verbundenen Tests schloss Krupinski dann im Februar 1939 erfolgreich ab.

### Ausbildung zum Offizier und fliegerische Ausbildung
Krupinskis erster militärischer Verband war das Luftwaffen-Ausbildungsregiment 10, welches im nördlich von Braunsberg gelegenen Neukuhren beheimatet war. Schon nach sechs Wochen wurden die angehenden Offiziere an die Luftkriegsschulen der Luftwaffe versetzt; Krupinski verschlug es am 1. November 1939 nach Berlin-Gatow zur Luftkriegsschule 2, wo der Offizierlehrgang und die fliegerische Grundausbildung stattfanden. Am 24. Juni 1940 erhielt Krupinski den letzten in Gatow zu erwerbenden Flugschein und wurde im gleichen Monat zum Fähnrich befördert. Nachdem seine Vorgesetzten seine Eignung zum Jagdflieger festgestellt hatten, wurde er nach Wien-Schwechat an die Jagdfliegerschule 5 versetzt. Dort lernte er später bekannte Jagdflieger wie Hans-Joachim Marseille und Walter Nowotny kennen, ebenso wie Paul Galland, Bruder des Generals der Jagdflieger Adolf Galland. Schulkommandeur war zu dieser Zeit der Träger des Pour le Mérite Eduard Ritter von Schleich. An die Ausbildung vor den Toren der österreichischen Landeshauptstadt schloss sich ein kurzes Intermezzo in Merseburg an. Bei der dortigen Jagdergänzungsgruppe kam Krupinski allerdings nicht zu vielen Flügen. Er und die anderen Flugschüler waren daher erfreut, dass sie Anfang November 1940 endlich zur Ergänzungsgruppe des Jagdgeschwaders 52 in Krefeld versetzt wurden. Später wurde die Ausbildung des besseren Wetters wegen ins südfranzösische Cognac verlegt. Ende Januar 1941 wurde Krupinski zum Leutnant befördert und Ende Februar zur II. Gruppe des Jagdgeschwaders 52 in Belgien versetzt.

### Westfront 1941
Krupinski wurde in Maldegem der 6. Staffel unter Rudolf Resch zugeteilt. Die neuen Flugzeugführer kamen jedoch nicht zu vielen Einsätzen, da sie im Gegensatz zu den erfahreneren Piloten nicht auf freie Jagd nach England fliegen durften, sondern Sitzbereitschaft im wörtlichsten Sinne hatten: Sie saßen angeschnallt in den Messerschmitt Bf 109 der Staffel und warteten auf Angriffe der Royal Air Force. Zwischenzeitlich verlegte die Staffel nach Raversijde bei Oostende, aber auch dort kam es nicht zu großen Kampfhandlungen. Im Vorfeld des Unternehmens Barbarossa wurde die II./JG 52 über Umwege nach Sobolewo in der Nähe von Suwałki verlegt, um die Luftunterstützung der Heeresgruppe Mitte sicherzustellen.

### Ostfront 1941–1944
Am 16. August 1941 erzielte Walter Krupinski seinen ersten Luftsieg über eine I-18. Die Gruppe folgte dabei dem schnellen, auf Moskau gerichteten Vormarsch der Wehrmacht, bis dieser schließlich im Winter etwa 30 Kilometer vor der russischen Hauptstadt steckenblieb. Dabei unterstützte sie neben der Heeresgruppe Mitte auch die Heeresgruppe Nord, die Leningrad einnehmen sollte. Bis Ende des Jahres 1941 erzielte Krupinski noch sechs weitere Abschüsse. Während er über Weihnachten 1941 zu Hause war, musste seine Staffel starke Verluste hinnehmen, da sie aufgrund der schlechten Witterung als Infanterie eingesetzt wurde. Sie wurde in Jesau daraufhin neu aufgestellt sowie reorganisiert, der alte Gruppenkommandeur wurde durch Johannes Steinhoff ersetzt, die 4. Staffel erhielt Gerhard Barkhorn als neuen Staffelkapitän.
Bis zum 22. August 1942 konnte er 50 Feindflugzeuge abschießen, wofür ihm das Deutsche Kreuz in Gold verliehen wurde. Nach 56 Luftsiegen erhielt er am 29. Oktober 1942 das Ritterkreuz des Eisernen Kreuzes. Von Januar bis März 1943 wurde er als Ausbilder in der Jagdergänzungsgruppe Ost eingesetzt. Inzwischen zum Oberleutnant befördert, ernannte man ihn am 15. März 1943 zum Staffelkapitän der 7. Staffel. Nach 174 Luftsiegen wurde ihm am 2. März 1944 noch das Eichenlaub zum Ritterkreuz des Eisernen Kreuzes zuerkannt.

### Westfront 1944–1945
Nach 177 Abschüssen und der kurz zuvor erfolgten Verleihung des Eichenlaubs kam Krupinski am 18. April 1944 in die Reichsverteidigung und führte von nun an die 1. Staffel des Jagdgeschwaders 5. Am 1. Mai 1944 zum Hauptmann befördert, wurde er Mitte Mai 1944 als Nachfolger von Günther Rall Kommandeur der II. Gruppe des Jagdgeschwaders 11, mit der er auch an der Invasionsfront in der Normandie eingesetzt war. Ab dem 27. September 1944 führte er die III. Gruppe des Jagdgeschwaders 26. Bei Kriegsende hatte er 1100 Feindflüge absolviert; ihm waren insgesamt 197 Luftsiege zuerkannt worden.

#### Jagdverband 44
Am 1. April 1945 bekam Walter Krupinski in Bad Wiessee Besuch von Adolf Galland und Johannes Steinhoff. Sie boten ihm an, die Messerschmitt Me 262 im Jagdverband 44 zu fliegen. In diesem Verband sammelte Galland die erfahrensten Jagdflieger der Luftwaffe. Zu diesem Verband, der am 24. Februar 1945 aufgestellt wurde, gehörten neben den bereits erwähnten Günther Lützow, Gerhard Barkhorn, Johannes Trautloft, Erich Hohagen und viele weitere, die sich bis zu diesem Zeitpunkt einen Namen gemacht hatten. Am 16. und 26. April erzielte Krupinski mit der Me 262 seine letzten Abschüsse im Zweiten Weltkrieg, die ihn auf eine Gesamtsumme von 197 Abschüssen brachten. Krupinski war auch Zeuge des schweren Startunfalls von Johannes Steinhoff, der diesen zeitlebens zeichnete. Der Jagdverband 44 verlegte noch in den letzten Apriltagen nach Salzburg und ergab sich dort den Amerikanern. Nach zahlreichen Befragungen aufgrund seines Wissens um die Me 262 wurde Krupinski am 28. September 1945 aus amerikanischer Kriegsgefangenschaft entlassen.

## Organisation Gehlen
Als sich Reinhard Gehlen Ende 1945 in den Dienst der Amerikaner stellte, benötigte seine Organisation Gehlen Männer, die sich mit Luftkrieg auskannten. Krupinski wurde eingestellt und arbeitete bis 1953 mit daran, Informationen über die Streitkräfte in der sowjetischen Besatzungszone zu sammeln.

## Bundeswehr

### Amt Blank
Am 7. April 1953 wurde Krupinski Sachbearbeiter im Amt Blank, dem Vorläufer des späteren Bundesministeriums der Verteidigung. Da Deutschland zu diesem Zeitpunkt noch keine eigenen Streitkräfte unterhielt, bestand seine Aufgabe vor allem darin, Berichte der Westalliierten zur Taktik der Jagdflieger und Jagdbomber auszuwerten und Schlüsse daraus für eine eventuelle deutsche Luftwaffe zu ziehen. Krupinskis „Vorgesetzter“ im Amt Blank, Johannes Steinhoff, wurde aus dem Grund bereits 1953 von den Amerikanern in Fürstenfeldbruck auf Lockheed F-80 und T-33 eingewiesen. Krupinski selbst erhielt die Gelegenheit, seine fliegerischen Fähigkeiten in Wiesbaden im Sommer 1953 wieder aufzufrischen. Darüber hinaus wirkte Krupinski an der Entscheidung mit, welche Schulflugzeuge die Luftwaffe beschaffen sollte, um über kurz oder lang die Piloten der Kampfflugzeuge selbst auszubilden. Am 1. November 1955 wurde er offiziell als Soldat in die Bundeswehr übernommen.

### Schulung in Großbritannien und Kommodore in Büchel
Nach der Ausbildung der ersten drei deutschen Piloten für die Luftwaffe in den Vereinigten Staaten von Amerika erhielt die Bundeswehr ein gleichlautendes Angebot der Royal Air Force. Neben Walter Krupinksi wurden Herbert Wehnelt und Gerhard Barkhorn ausgewählt, die zusammen am 16. Januar 1956 nach Großbritannien aufbrachen. Krupinski kam der Abschied aus der ihm ungeliebten Stabsarbeit sehr recht, seine Abneigung sollte sich in seiner Ära in der Luftwaffe der Bundesrepublik noch häufiger zeigen. Die Ausbildung auf Schul- und Einsatzflugzeugen dauerte bis Ende September 1956, danach kehrte er wieder ins Ministerium zurück, allerdings nur für kurze Zeit.
Ab 20. Oktober 1956 war Krupinski beauftragt, die Waffenschule der Luftwaffe 30 (WaSLw 30) in Fürstenfeldbruck aufzubauen und sie dann auf den wenige Jahre zuvor von den Franzosen in der Eifel gebauten Fliegerhorst Büchel bei Cochem zu verlegen. Die Aufgabe der Schule sollte nicht in der Grundschulung liegen, vielmehr sollten die Piloten, die Krupinskis Schule durchliefen, dort ihre Ausbildung auf dem ersten Jagdbomber der Bundeswehr erhalten, der Republic F-84F Thunderstreak. Die Verlegung der Waffenschule begann am 12. Juli 1957 mit der Verlegung des Personals, das für den Unterhalt des Fliegerhorstes zuständig war, Anfang Oktober folgte dann die erste Staffel (1./WaSLw 30) mit 77 Flugzeugen, davon 72 F-84F unter dem Kommando von Gerhard Barkhorn. Aufgrund der NATO-Doktrin stellte auch die deutsche Luftwaffe Geschwader für einen Nuklearschlag zur Verfügung, der erste Verband dieser Art sollte aus der Waffenschule 30 entstehen. Am 20. Januar 1958 verließ Gerhard Barkhorn Büchel in Richtung Nörvenich, um das Jagdbombergeschwader 31 aufzustellen, mit Wirkung vom 1. Juli desselben Jahres entstand aus der Schule dann das Jagdbombergeschwader 33, Krupinksi wurde automatisch dessen erster Kommodore (bis dahin war er „Kommandeur“). Das Geschwader trainierte unter seinem anfeuernden Kommodore schon zu dieser Zeit den Abwurf und die Handhabung von Atomwaffen, obwohl die Unterstellung unter die NATO erst am 15. Dezember 1958 erfolgte und die Strike-Maschinen, also eine atomare Alarmrotte für den Kriegsfall, gar erst ab Januar 1960 gestellt werden mussten.
Die Jahre 1960 bis 1962 waren durch Einsatzflugbetrieb geprägt, jedoch zeichnete sich zu dieser Zeit bereits ab, welches Muster die betagte F-84F ablösen würde. Krupinksi war in den Jahren zuvor einer der erfahrenen Flugzeugführer gewesen, die man um eine Meinung zu den Alternativen gebeten hatte. So durfte er im Dezember 1957 in Palmdale, Kalifornien, die Lockheed F-104 „Starfighter“ fliegen und Ende Mai 1958 in Villaroche das französische Konkurrenzprodukt, die Dassault Mirage III. Daneben war noch der Prototyp Northrop N156 F in der engeren Auswahl, Krupinski jedoch empfahl die Beschaffung der F-104. Auch auf seine Empfehlung hin, vor allem aber aus industriepolitischen und militärstrategischen Gründen fiel dann die Entscheidung für die F-104.
Die Ära des wohl umstrittensten Flugzeuges der Nachkriegsgeschichte beim JaboG 33 begann Anfang August 1962, als die ersten beiden F-104G nach Büchel überführt wurden, schon am 28. Dezember übergab Krupinski das Geschwader an Georg Wroblewski. Wroblewski und Krupinski kannten sich noch aus dem Zweiten Weltkrieg, als sein Nachfolger unter seinem Kommando Staffelkapitän gewesen war.

### In höheren Ämtern
Walter Krupinskis nächste Station war eine Kommandobehörde: Er wurde Referatsleiter „Kampfverbände“ im Führungsstab der Luftwaffe (Fü L) II 4. Dort zeigte sich sehr deutlich, was auch Vorgesetzte in Beurteilungen bekundeten: Krupinski war kein Freund der Stabsarbeit, ihm lag eher die Führung eines Geschwaders. In seine Zeit beim Führungsstab fällt auch eine Ausbildung zum Generalstabsoffizier an der Führungsakademie der Bundeswehr. Zum Jahreswechsel 1964/65 kristallisierte sich heraus, dass ein Ausbildungskommando in den USA die Koordinierung der verschiedensten Lehrgänge in Amerika übernehmen sollte, Werner Panitzki, der Inspekteur der Luftwaffe, hatte Krupinski dafür vorgesehen, nicht zuletzt weil er wusste, dass Krupinski nur ungern im Führungsstab bleiben wollte. Im Juli 1966 wurde Krupinski Brigadegeneral und als erster Kommandeur nach Fort Bliss in Texas versetzt.
In der texanischen Grenzstadt war es Krupinskis Aufgabe, das Deutsche Luftwaffen-Ausbildungskommando USA aufzubauen, mit anfangs sehr eingeschränkten Mitteln. Krupinski unterstanden somit über 5.000 Soldaten in etwa 20 Standorten, die quer über die Vereinigten Staaten verteilt waren. Während seines Aufenthaltes verbesserte Krupinski vor allem die Zusammenarbeit der deutschen mit den amerikanischen Einheiten, bis er im November 1968 wieder nach Deutschland zurückversetzt wurde.

### Divisionskommandeur und Kommandierender General der Luftflotte
Mehr eine kleine Fußnote war Walter Krupinskis erste Verwendung nach der Rückkehr, die er am 19. November 1968 antrat, als Inspizient Flugsicherheit in Porz-Wahn, denn diese Aufgabe hatte Krupinski lediglich bis zum 1. April 1969 inne. Mit der Beförderung zum Generalmajor wurde Krupinski an diesem Tag Kommandeur der 3. Luftwaffendivision in Münster, ab 1970 in Kalkar und war damit für die Jagdbombergeschwader 31 in Nörvenich, 36 in Rheine, 38 in Jever, 41 in Husum, 43 in Oldenburg, das Aufklärungsgeschwader 52 in Stadum/Leck sowie diverse Flugabwehrraketeneinheiten verantwortlich.
Auch in dieser Funktion konnte Krupinski als sogenannter Inübunghalter noch die eine oder andere Flugstunde auf der F-104G fliegen, am 19. Juni 1970 beschädigte er dabei einen Starfighter auf dem griechischen Fliegerhorst Tanagra schwer, weil er seinen Landeanflug falsch einschätzte und nur mithilfe der Fangseilanlage vor dem Ende der Landebahn zum Stehen kam. Nach etwa einem Jahr übergab er das Kommando über die Division an Gerhard Limberg, den späteren Inspekteur der Luftwaffe, und wechselte als Chef des Stabes in die 2. Allied Tactical Air Force (ATAF) und damit in ein Kommando, das im Verteidigungsfalle den Einsatz der verschiedensten alliierten Geschwader koordiniert hätte. Der 2. ATAF in Rheindahlen unterstanden neben diversen deutschen etwa auch Verbände der Royal Air Force, und diese Luftflotte wurde von einem britischen General kommandiert. Am 29. Oktober 1974 wurde er zum Kommandierenden General der Luftflotte ernannt und ein Jahr später zum Generalleutnant befördert.

### Bespitzelung eines Jetpiloten durch den Militärischen Abschirmdienst
In Krupinskis Zeit als Kommandierender General der Luftflotte fiel 1974 die Wahl von Helmut Schmidt zum Bundeskanzler und eine weitere Reduzierung des Verteidigungsetats. Damit verbunden waren auch Nullrunden bei den Zulagen für das Fliegerische Personal der Bundeswehr, worauf diese sich unter dem Wortführer Major Klaus Langer öffentlich über die Einsparungen beim Gehalt beschwerten. Nachdem Langer am 23. März 1976 tödlich verunglückt war, kam bei den Ermittlungen heraus, dass er vom Militärischen Abschirmdienst (MAD) bespitzelt worden war, obwohl die Kompetenzen des MAD dies nicht deckten. Krupinski soll zu denen gehört haben, die davon wussten. Belegt wurde das zwar nie, aber so zog er das erste Mal die Aufmerksamkeit auf sich, zumal er sich persönlich mit Schmidts Nachfolger als Minister, Georg Leber, in einen Konflikt begab.

### Rudel-Affäre und Entlassung
Im Oktober 1976 nahm der ehemalige Wehrmacht-Schlachtflieger Hans-Ulrich Rudel an einem Traditionstreffen beim Aufklärungsgeschwader 51 in Bremgarten bei Freiburg im Breisgau teil. Das Geschwader trug den Traditionsnamen „Immelmann“ (nach Max Immelmann, einem Jagdflieger des Ersten Weltkrieges), den bereits das Schlachtgeschwader 2 im Zweiten Weltkrieg getragen hatte und dessen Kommodore Rudel gewesen war. Weniger Tage später, am 26. Oktober 1976, kam es zu einem Pressegespräch zwischen Walter Krupinski und seinem Stellvertreter, Generalmajor Karl-Heinz Franke auf der einen und mehreren Journalisten auf der anderen Seite. Während des Mittagessens wurde die Teilnahme Rudels an der Gedenkveranstaltung in Bremgarten angesprochen. Journalisten äußerten, Rudel könne kein Vorbild für die Bundeswehr sein. Krupinski und Franke antworteten, dass Rudel aus ihrer Sicht geläutert sei, außerdem säßen ehemalige Kommunisten ebenfalls „geläutert“ im Bundestag. Auf die Frage, wer damit gemeint sei, erwiderte einer der beiden Generäle, er meine den SPD-Bundestagsabgeordneten Herbert Wehner – womit die NS-Vergangenheit Rudels mit der KPD-Vergangenheit Wehners gleichgestellt wurde.
Am 28. Oktober 1976 wurden die Aussagen Krupinskis und Frankes von den Nachrichtenagenturen verbreitet, am 1. November 1976 belegte Verteidigungsminister Georg Leber beide Generäle mit dem Verbot der Ausübung des Dienstes nach § 22 des Soldatengesetzes (SG). Später, auf jeden Fall im Laufe des 3. November 1976, wurde dann zwischen Leber und Bundeskanzler Helmut Schmidt (SPD) die Entscheidung getroffen, die beiden Generäle nach § 50 SG in den einstweiligen Ruhestand versetzen zu lassen. Ein entsprechender Antrag Lebers wurde von Schmidt noch am gleichen Tag befürwortet; Bundespräsident Walter Scheel (FDP) stimmte der Versetzung nach einem Gespräch mit Leber am 8. November 1976 zu.

## Privates
Krupinski war verheiratet und hatte ein Kind.

## Auszeichnungen
- Ritterkreuz des Eisernen Kreuzes (1942)
- Deutsches Kreuz in Gold (1942)
- Eichenlaub zum Ritterkreuz (1944)
- Verdienstkreuz 1. Klasse des Verdienstordens der Bundesrepublik Deutschland (1973)